# Rainer Klenner
Rainer Klenner (* 12. August 1954) ist ein ehemaliger deutscher Radrennfahrer.

## Sportliche Laufbahn
Klenner war im Bahnradsport aktiv. Als Amateur wurde er 1975 nationaler Meister im Sprint  vor Friedhelm Kirchhartz. Vize-Meister wurde er 1975 im 1000-Meter-Zeitfahren hinter Hans Michalky und im Tandemrennen mit Dieter Berkmann als Partner. Dritter der Meisterschaften wurde Klenner 1973 auf dem Tandem und 1976 im Zeitfahren.

## Familiäres
Er ist der Bruder von Friedhelm Klenner, der ebenfalls Radrennfahrer war.